# Sandra Ilar
Sandra Mary Dylan Ilar, född 2 maj 1988 i Luleå domkyrkoförsamling i Norrbottens län, är en svensk komiker.

## Karriär
2010 porträtterades Ilar som nästa generations komiker i ett reportage i Dagens Nyheter och 2016 nominerades hon till Årets Nykomling på Svenska Standupgalan. Hon har turnerat runt Sverige som ståuppkomiker och uppträtt på scener som Norra Brunn, Stockholm Live och Raw Comedy Club.
Ilar har främst arbetat som ståuppkomiker och som komiker i Sveriges Radio och tv. Hon var med och startade SVT:s satirprogram Svenska nyheter tillsammans med Michael Lindgren. Ilar var manusförfattare och medverkade med egna inslag i programmets tre första säsonger.
2017 publicerades Ilars humorspecial Läckert och 2017–2018 genomförde hon BALLA BALLA BALLA! – en standupshow av Sandra Ilar. 2018 delade hon ut Augustpriset. 2022 debuterade hon som skådespelare i Jonas Åkerlunds tv-serie Clark (Netflix) där hon porträtterar Clark Olofssons mamma Ingbritt Olofsson. 
Ilar har även verkat som poet och hennes dikter har publicerats i bland annat Tidningen Kulturen.

### Poddradio
Sedan 2016 driver Ilar poddradioprogrammet Ilar, senare Ilars poddagbok, med personliga reflektioner. Sedan 24 februari 2017 sänder hon poddradioprogrammet Smultronstället, som behandlar politik och humor. Till en början gjordes podden tillsammans med Aron Flam och senare med Martin Bucht. I januari 2019 startade hon även den personliga humorpodden Bärs och pattar ihop med komikerkollegorna Kirsty Armstrong och Fanny Agazzi.
Hon har medverkat som gäst i program som TSKNAS, Alla mina kamrater och Arkiv Samtal.

## Övrigt
Ilar är en av grundarna[källa behövs] till tävlingen SM i ordvitsar.
Sandra Ilar är sedan 13 oktober 2018 gift med punkmusikern och fotografen Nikko Knösch.

## Komik
- 2017 – Läckert[20][21]
- 2019 – BALLA BALLA BALLA!

## TV och film
- 2017 – Släng dig i brunnen (TV-serie)
- 2017 – Comedy Central SE - Comedy Confessions (TV-serie)
- 2018 – Svenska nyheter (TV-serie)
- 2018 – Släng dig i brunnen - Säsong 2 (TV-serie)
- 2018 – Svenska nyheter - säsong 2  (TV-serie)
- 2018 – Motorcykelkriget (TV-serie)
- 2019 – Svenska nyheter - säsong 3  (TV-serie)
- 2022 – Clark – Netflix (TV-serie)

## Radio
- Humorhimlen LAB i Sveriges radio P3 "Sandra Ilars testamente" (2010–2011)[22]
- Tankesmedjan i P3 (2017)
- Morgonpasset sommar "Sandra Ilars underbara resa genom Sverige" (2017)
- Återkommande gäst i Morgonpasset i P3

## Utmärkelser
- Svenska stand up-galan - Årets nykomling 2016 - nominerad
- Kristallen 2019 - Årets Nyhets- och aktualitetsprogram 2019 - Svenska Nyheter
- Det svenska humorpriset - Årets humorprogram 2019 - Svenska Nyheter
- Det svenska humorpriset - Årets humorprogram 2020 - Släng dig i brunnen